# Terminal des bus de Nambu (métro de Séoul)
Terminal des bus de Nambu (en coréen : 남부터미널역 et officiellement en anglais : Nambu Bus Terminal) est une station de passage de la ligne 3 du métro de Séoul. Elle est située dans l'arrondissement de Seocho-gu à Séoul en Corée du Sud. Elle dessert le terminal des bus de Nambu et le centre des arts de Séoul.

## Situation sur le réseau

Plan du réseau (2023)

## Services aux voyageurs

### Desserte

Installations ligne 3
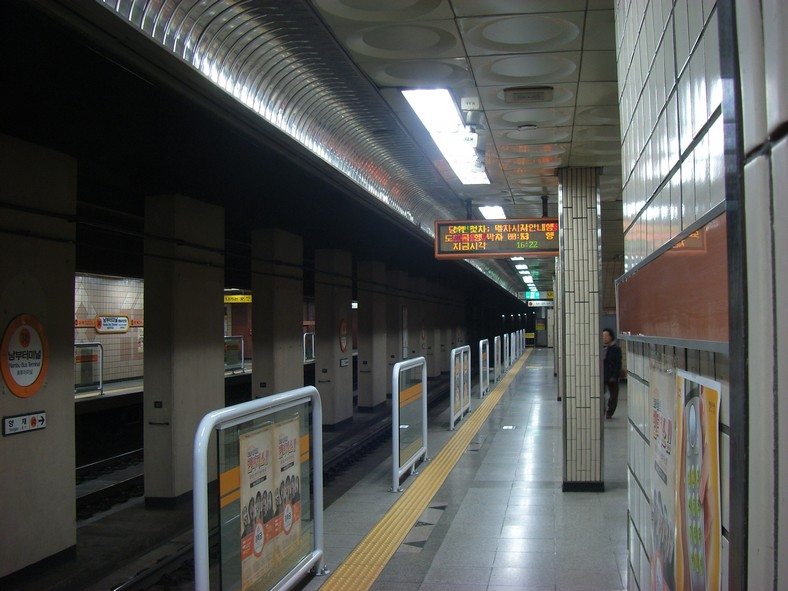
En 2007.
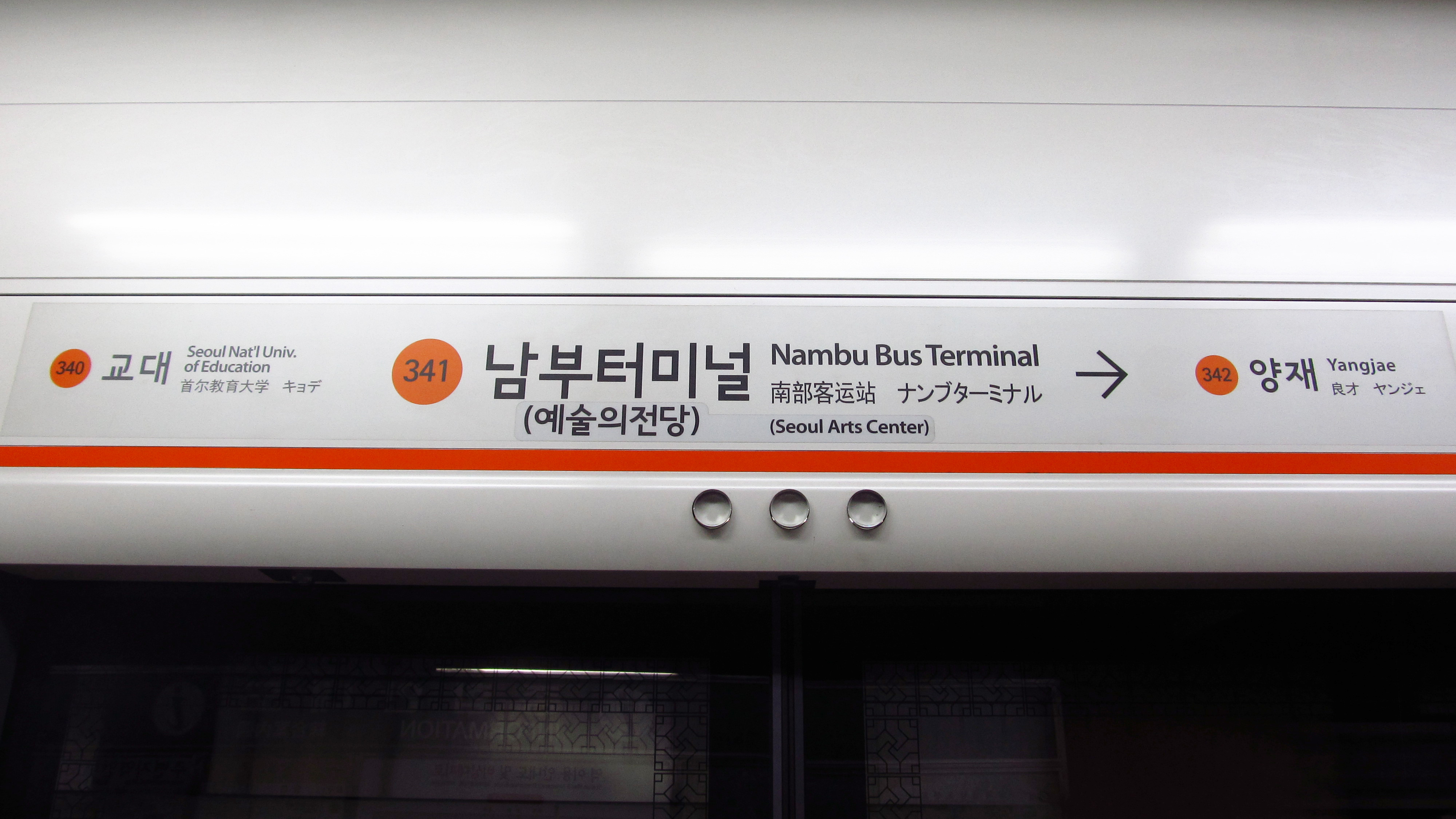
En 2018.
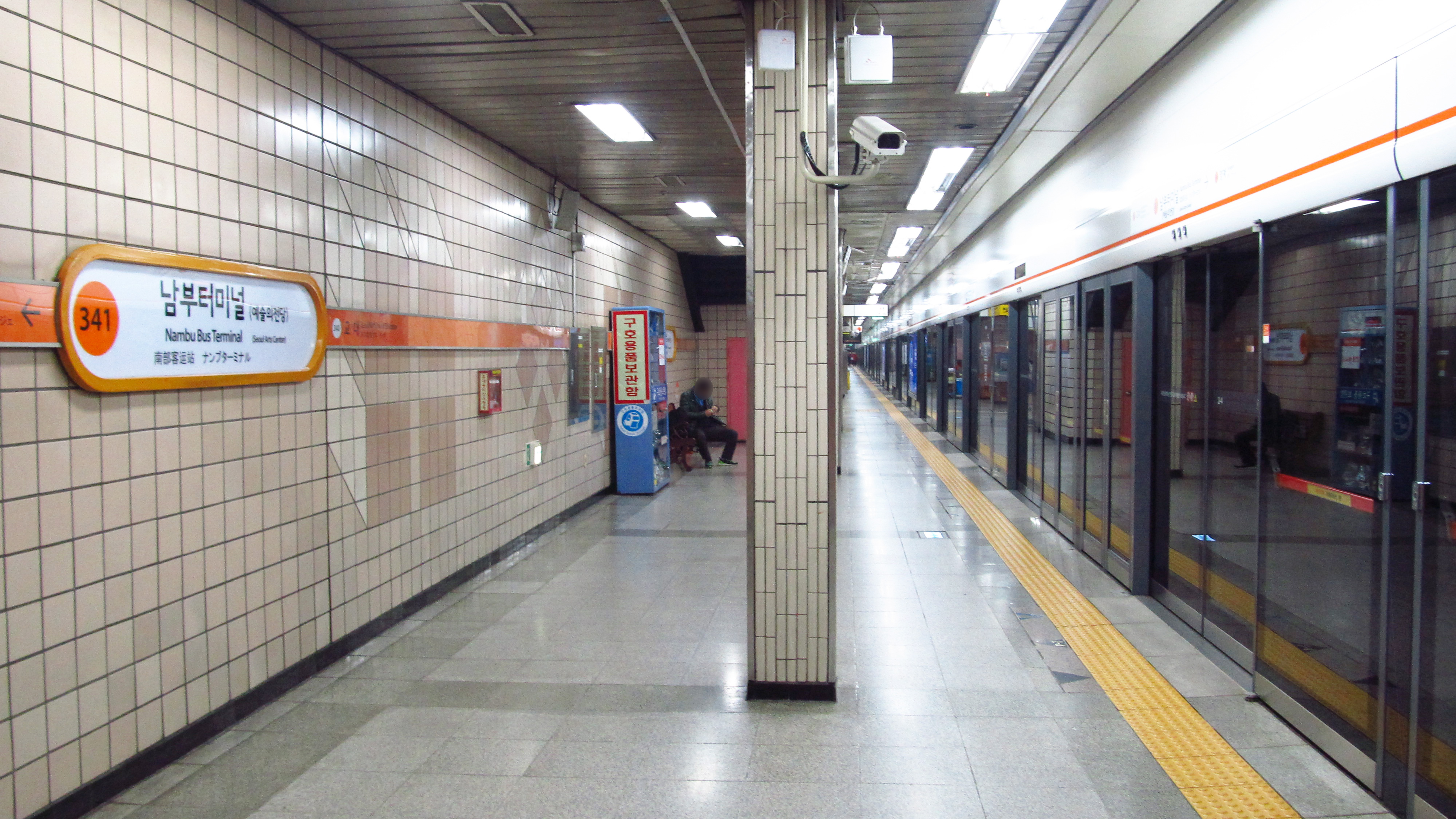
En 2018.